# Aboisso (departement)
Aboisso är ett departement i Elfenbenskusten. Det ligger i regionen Sud-Comoé, i den sydöstra delen av landet, 270 km sydost om huvudstaden Yamoussoukro.